# Luke Smith
Luke Smith es un personaje de ficción interpretado por Tommy Knight en la serie británica The Sarah Jane Adventures (Las aventuras de Sarah Jane); un spin-off de  la longeva serie de ciencia ficción Doctor Who. Luke es un personaje de The Sarah Jane Adventures que también ha aparecido en tres episodios de Doctor Who: "La Tierra robada", "El fin del viaje" y  "El fin del tiempo" (2010).
Dentro del hilo argumental de las series, Luke es un arquetipo de humano que ha sido creado a partir de miles de muestras de ADN por una exótica especie alienígena conocida como "Bane". Dicho personaje será adoptado por la heroína de la serie, Sarah Jane Smith (Elisabeth Sladen).
Luke es casi niño prodigio, que muestra un notable grado de genialidad, a la vez que un alto nivel de ineptitud social, a causa de haber nacido en la adolescencia.

## Introducción
Se introduce por primera vez a Luke como "el arquetipo" en el primer episodio de The Sarah Jane Adventures, llamado "La invasión de los Bane" (2007). El Bane conocido como Mrs Wormwood       (Samantha Bond) lo crea a partir de  miles de muestras de ADN tomadas de los humanos que visitan su fábrica de bebidas Bubble Shock! Motivo por el cual los Bane pueden realizar tests en un humano arquetípico. Pese a que Luke parece ser un adolescente ordinario, éste no tiene ombligo como consecuencia de haver sido "cultivado", en lugar de haber sido concebido y traído al mundo de forma natural. Así pues, el chico también posee una inteligencia sobrehumana y de una excepcional memoria eidética.
Durante una visita a la fábrica, el teléfono móvil de un visitante perturba a la Bane madre, lo que hace sonar una alarma. El arquetipo se despierta y procede a escapar de la fábrica con una de las visitantes, Maria Jackson, y su vecina, la periodista de investigación, Sarah Jane Smith. La Bane madre envía asesinos para matarlos, pero el grupo vuelve para enfrentarse a los Bane. El arquetipo logra sacarlos del apuro recordando una increíblemente larga secuencia de números para provocar una explosión en la fábrica. 
En el final del episodio, Sarah Jane adopta al muchacho y lo llama Luke Smith, aunque había considerado también los nombres de Harry y Alistair en honor de sus amigos Harry Sullivan y el Brigadier Lethbridge-Stewart. Su superordenador, el Sr. Smith, realiza y crea toda la documentación necesaria para completar la adopción. Sarah Jane luego revela a Luke y a Maria que, como acompañante del Doctor (Jon Pertwee y Tom Baker), ha sido una viajera del tiempo y que vive una vida peligrosa investigando ataques de alienígenas.

## Serie
En su primer día de escuela, Luke, tiene muchas dificultades para adaptarse a causa de su incapacidad para mentir o su sentido humor y; además de que su aparente inteligencia a nivel de un genio lo diferencian de sus compañeros de clase. Él y Maria (quién también es nueva en la escuela) se hacen amigos de Clyde Langer, a la vez que Luke se hace enemigo de Carl, un chico inteligente que envidia su superioridad intelectual. Los tres descubren que Carl y tres miembros del personal de la escuela han sido reemplazados por miembros de la familia alienígena Slitheen, y que Luke les ha ayudado, sin saberlo, con su plan para apagar el Sol; puesto que les ha proporcionado la ecuación que necesitaban para hacer funcionar la máquina que va a absorber su energía. Sin embargo, finalmente logran atrapar a los Slitheen en una habitación y los hacen explotar.  
Más tarde, Sarah Jane se ve obligada a entregar a Luke a una pareja que alega que Luke es su hijo biológico, sembrando así dudas sobre su origen inicial. Esto resulta ser un complot de los Slitheen que Luke creyó haber matado, y que trataran de aprovechar sus habilidades psíquicas para estrellar telequinéticamente la Luna contra la Tierra. Luke y Sarah Jane se reencontrarán después de frustrar su plan.

## Desarrollo previsto para el personaje
Si la serie no hubiera terminado con la muerte de Sladen, Russell T Davies habría hecho que Luke reconociera abiertamente su homosexualidad. Ya se habían hecho varias referencias a Sanjay, un amigo de Luke, a quien Davies planeaba presentar como su novio. Aunque este fue un desarrollo propuesto por el canal (CBBC), Davies finalmente decidió eliminar de la escena en la que Luke se despedía de Sarah Jane cuando partía hacia la universidad. Dicha escena, daba indicios sobre el posible desarrollo del personaje de acuerdo con la teoría antes mencionada. 